# Tobias Bucher
Tobias Bucher (* 3. Februar 1989 in Frauenfeld) ist ein Schweizer Eishockeyspieler, der seit 2016 beim EHC Visp in der National League B unter Vertrag steht. Sein älterer Bruder Philipp Bucher war ebenfalls Eishockeyspieler.

## Karriere
Tobias Bucher machte seine ersten Schritte auf dem Eis beim EHC Frauenfeld, danach wechselte er in die Nachwuchsauswahl des HC Thurgau. Zeitgleich besuchte er die Sportschule Thurgau in Kreuzlingen.
Tobias Bucher wechselte im Junioren-Elite-Alter in die Nachwuchsabteilung des EV Zug, für dessen Profimannschaft er von 2006 bis 2009 in der National League A aktiv war. Parallel spielte er in diesem Zeitraum für den EHC Chur, den EHC Basel sowie die Schweizer U20-Eishockeynationalmannschaft in der National League B. In der Saison 2009/10 trat der Angreifer für den NLB-Teilnehmer EHC Visp an. Dort gelang ihm der Durchbruch im professionellen Eishockey mit 74 Scorerpunkten, davon 24 Tore, in insgesamt 62 Spielen. Daraufhin wurde er von den SCL Tigers aus der NLA verpflichtet, für die er bis 2016 auflief.
Seit 2016 steht er wieder beim EHC Visp unter Vertrag.

### International
Für die Schweiz nahm Bucher an der U18-Junioren-Weltmeisterschaft 2007 teil. Im Turnierverlauf bereitete er in fünf Spielen ein Tor vor.

## Erfolge und Auszeichnungen
- 2015 Meister der National League B und Aufstieg in die National League A mit den SCL Tigers

## Karrierestatistik
(Legende zur Spielerstatistik: Sp oder GP = absolvierte Spiele; T oder G = erzielte Tore; V oder A = erzielte Assists; Pkt oder Pts = erzielte Scorerpunkte; SM oder PIM = erhaltene Strafminuten; +/− = Plus/Minus-Bilanz; PP = erzielte Überzahltore; SH = erzielte Unterzahltore; GW = erzielte Siegtore; 1 Play-downs/Relegation; Kursiv: Statistik nicht vollständig)